# T. J. Sakaluk
Travis John „T. J.“ Sakaluk (* 27. April 1983 in Hamilton, Ontario) ist ein kanadischer Eishockeyspieler, der aktuell beim EHC Dortmund aus der Oberliga unter Vertrag steht.

## Karriere
Sakaluk begann seine Karriere 2001 in der kanadischen Juniorenliga Ontario Junior Hockey League, wo er bei den Bramalea Blues unter Vertrag stand. Nachdem er dort in 30 Spielen 28 Scorerpunkte erzielen konnte, verließ er den Verein und wechselte während der Saison zum Ligakonkurrenten Oakville Blades. Bei den Blades beendete der Linksschütze die Spielzeit und kam auf weitere 19 Punkte in 20 Partien. Im Sommer 2004 begann Sakaluk sein Studium an der State University of New York at Potsdam. Für das dortige Eishockeyteam spielte er zudem in der dritten Division des Collegeverbandes NCAA. Insgesamt stand er zwei Jahre für die Universität auf dem Eis und konnte in 50 Spielen 63 Mal punkten.

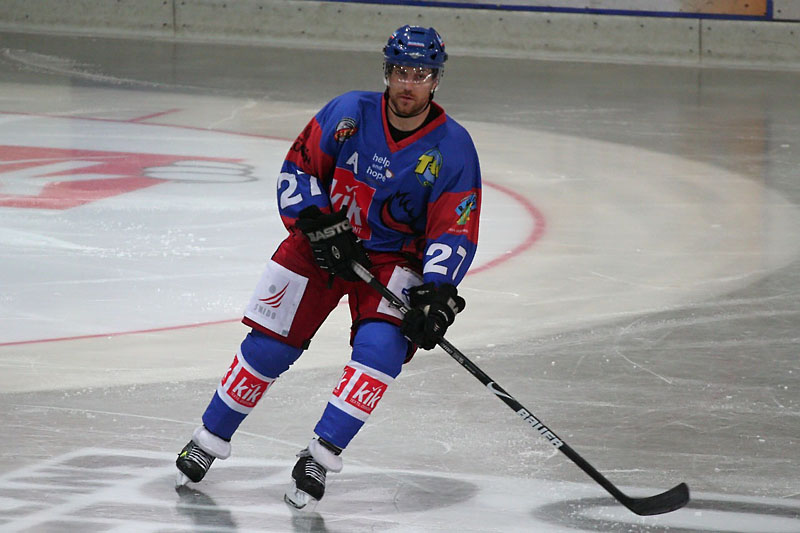
Sakaluk im Trikot des EHC Dortmund

Zur Saison 2006/07 unterschrieb er einen Vertrag bei den Chicago Hounds aus der United Hockey League, die er aber nach nur drei Spielen wieder verließ und sich wenig später den Port Huron Flags anschloss. Es folgte eine weitere Station bei dem ECHL-Klub Toledo Storm. Die Spielzeit 2007/08 verbrachte Sakaluk ebenfalls bei drei verschiedenen Vereinen. Nachdem er zunächst für die Austin Ice Bats aus der Central Hockey League die Schlittschuhe schnürte forcierte er einen Wechsel nach Europa. Dort wurden die Verantwortlichen des norwegischen Klubs Manglerud Star Ishockey auf den Offensivspieler aufmerksam und transferierten ihn nach Norwegen. Nach nur vier Einsätze und sechs erzielten Punkten beendete er sein Engagement in Europa wieder und kehrte nach Nordamerika zurück, wo er für den Rest der Saison im Kader der South Carolina Stingrays aus der ECHL stand.
Im Sommer 2008 wechselte der Mittelstürmer in die Niederländische Eredivisie zu den Nijmegen Devils. In Nijmegen gehörte der gebürtige Kanadier zu den Leistungsträgern und Topscorern innerhalb seines Teams. So konnte er in 39 Ligapartien 35 Tore und weitere 36 Assists erzielen. Nachdem sein Vertrag zum Ende der Saison 2008/09 ausgelaufen war, folgte er seinem Trainer Frank Gentges und schloss sich zur Spielzeit 2009/10 dem EHC Dortmund aus der Oberliga an.

## Karrierestatistik
(Legende zur Spielerstatistik: Sp oder GP = absolvierte Spiele; T oder G = erzielte Tore; V oder A = erzielte Assists; Pkt oder Pts = erzielte Scorerpunkte; SM oder PIM = erhaltene Strafminuten; +/− = Plus/Minus-Bilanz; PP = erzielte Überzahltore; SH = erzielte Unterzahltore; GW = erzielte Siegtore; 1 Play-downs/Relegation; Kursiv: Statistik nicht vollständig)